# ムスタファ4世
ムスタファ4世（Mustafa IV. , 1779年9月8日 - 1808年11月15日）は、オスマン帝国の第29代皇帝（在位：1807年5月29日 - 1808年7月28日）。第27代皇帝アブデュルハミト1世の子でマフムト2世の兄。

## 生涯

### 即位前
1779年にムスタファはアブデュルハミト1世とブルガリア人のシネペリヴェル・スルタンとの間にうまれた。ムスタファは宮廷で英才教育をうけ、父と共に街を視察することまあった。父の死後、いとこのセリム3世が即位するがムスタファは宮廷で快適な生活を送ることができた。(セリム3世も父の死後しばらくは自由に生活をしていた。)
セリム3世が外国大使と謁見するときは弟のマフムトらと一緒にそれにつきそうときもあった。セリム3世はムスタファのことを気に入っており、ムスタファが反体制派と連絡を取っていても注意されるにとどまった。

### 即位と廃位
1807年、従兄の第28代セリム3世が西洋化改革を推進したために保守派の反発にあい、イェニチェリによって廃位されたのを受けて擁立され即位した。
しかし、セリム3世の退位によってイスタンブールから退避したセリム3世派の人々は、ブルガリア北部のルーセを支配するアーヤーン（地方名士）・アレムダル・ムスタファ・パシャを頼っていた。彼らの要請を受け入れたアレムダルはセリム3世の復位を掲げて挙兵し、翌1808年7月下旬にイスタンブールに入った。
ムスタファ4世は他の皇子の即位によって自身の帝位や命が脅かされることを怖れ、幽閉中のセリム3世と弟のマフムトを殺害するように命じた。結局セリム3世の殺害には成功したものの、マフムトはなんとか生き延び、同日イスタンブールに入ったアレムダルらはマフムトを擁立し即位させた（マフムト2世）。弟の即位によってムスタファ4世は廃位されて幽閉され、母のシネペルヴェルは反乱軍に捕らえられて、ハレムの一室で凌辱された。

## 死
マフムト2世の治世での実権は大宰相に就任したアレムダル(en)が握ったが、同年11月、アレムダルが手勢を本拠地のルーセに返した隙を突いて反対派のイェニチェリがイスタンブールの大宰相邸を襲い、追い詰められたアレムダルは火薬庫で自爆死を遂げる事件が起こった。
支援者アレムダルの死の報せを受けたマフムト2世は廃位・殺害の危険を逃れるため過去の例に倣い、唯一の帝位継承権者である異母兄ムスタファ4世の処刑を命じた。廃帝ムスタファ4世は4ヶ月の幽閉生活の後に殺害され、遺骸はスルタンアフメット・モスクのアフメト1世廟に葬られた。